# Barcelonne
Barcelonne là một xã thuộc tỉnh Drôme trong vùng Auvergne-Rhône-Alpes đông nam nước Pháp. Xã Barcelonne nằm ở khu vực có độ cao trung bình 453 mét trên mực nước biển.